# Olga Šroubková
Olga Šroubková (10. března 1993) je česká houslistka, v sezóně 2019/2020 koncertní mistryně České filharmonie.

## Biografie
Na housle začala hrát ve čtyřech letech, kdy ji vyučovala matka Rimma Kotmelová, absolventka Moskevské státní konzervatoře ve třídě profesora Viktora Pikajzena. Od osmi let pokračovala ve studiu na Hudební škole hlavního města Prahy ve třídě profesora Jiřího Fišera, u něhož absolvovala Gymnázium Jana Nerudy s hudebním zaměřením a v roce 2014 Pražskou konzervatoř. V říjnu 2014 se stala posluchačkou Hochschule für Musik, Theater und Medien v německém Hannoveru, ve třídě Adama Kosteckého, kde po ukončení bakalářského programu navázala magisterským stupněm.
Olga Šroubková je vnučkou sólistky Národního divadla Antonie Denygrové a Karla Šroubka, koncertního mistra České filharmonie.
V letech 2014, 2015 i poté se zúčastnila konkurzu na místo koncertního mistra České filharmonie. V sezóně 2019/2020 se stala koncertní mistryní jako historicky první žena na tomto postu v České filharmonii. Orchestr však neodhlasoval její definitivu a od září 2020 ji vystřídal houslista Jan Fišer, do té doby koncertní mistr PKF – Prague Philharmonia.

## Soutěže
| Rok  | Země        | Soutěž                                                | Umístění |
| ---- | ----------- | ----------------------------------------------------- | -------- |
| 2013 | Belgie      | BRAVO!                                                | 1. cena  |
| 2013 | Německo     | Kloster Schöntal                                      | 2. cena  |
| 2013 | Česko       | Soutěž Nadace Bohuslava Martinů                       | 1. cena  |
| 2015 | Čína        | Zhuhai International Competition for Young Musicians  | 4. cena  |
| 2015 | Čína        | Chengdu International Violin Competition              | 1. cena  |
| 2016 | Itálie      | Rodolfo Lipizer Prize                                 | 1. cena  |
| 2017 | Česko       | Pražské jaro                                          | 1. cena  |
| 2017 | Nový Zéland | Michael Hill International Violin Competition         | 4. cena  |
| 2018 | Čína        | Shanghai Isaac Stern International Violin Competition | 2. cena  |